# Zygoruellia
Zygoruellia  é um gênero botânico da família Acanthaceae.
A sua única espécie, Zygoruellia richardi Baill., é uma planta herbácea natural de Madagáscar.
Zygoruellia richardi foi descrita pelo botânico francês, Henri Ernest Baillon e publicado em Bulletin Mensuel de la Société Linnéenne de Paris 2: 820–821, no ano de 1890.

## Nome e referências
Zygoruellia Baill., 1890.